# 澳洲龍紋鱝
澳洲龍紋鱝（學名：Rhynchobatus australiae），又稱澳洲尖犁頭鰩、南方龍紋鱝，俗名飯匙鯊、魴仔，為軟骨魚綱犁頭鰩目圓犁頭鰩科尖犁頭鰩屬的其中一種，被IUCN列為極危保育類動物，分布於印度西太平洋，包括紅海、東非、波斯灣、暹羅灣、日本、臺灣、菲律賓至澳洲昆士蘭海域，深度0至60公尺，本魚體型呈三角形，長度大於寬度，噴水孔位於眼之近後方，尾部與軀幹部不易區分，外形介於鯊類與鱝類之間，背鰭2個，第一背鰭與腹鰭成直線，背部中線上有一排刺，尾鰭後緣凹入，分為上下兩葉，幼魚和亞成魚的背面呈灰色或褐色，有稀疏的白色斑點，每個胸鰭上方都有一個黑點。每個黑點上方有三個白點。大型成年個體顏色明顯較暗，有時背面幾乎呈現黑色，體長可達124公分，棲息於大陸棚的近岸軟底質及珊瑚礁海域，為底棲性魚類，肉食性，以甲殼類、軟體動物為食，卵胎生，通常被底棲纏結網捕獲，可作為食用魚，魚鰭可做成魚翅。